# Krowica Zawodnia
Krowica Zawodnia – wieś w Polsce, położona w województwie wielkopolskim, w powiecie kaliskim, w gminie Szczytniki.
| SIMC    | Nazwa | Rodzaj    |
| ------- | ----- | --------- |
| 0209869 | Grab  | część wsi |

W latach 1975–1998 wieś administracyjnie należała do województwa kaliskiego.